# Křovinář
Rodovým jménem křovinář se v češtině označuje několik rodů jedovatých hadů podčeledi chřestýšovití (Crotalinae):
- Bothriechis
- Bothrops
- Bothrocophias
- Cerrophidion
- Lachesis
- Porthidium

## Charakteristika
Křovináři obývají oblast Jižní a Střední Ameriky a na rozdíl od pravých chřestýšů nemají vyvinuté chřestidlo na ocase. Až na výjimky jsou nebezpečně jedovatí a zpravidla živorodí. Typickým znakem je zploštělá hlava, která má shora tvar trojúhelníku či šípu a výrazné tepločivné jamky na čenichu.

## Zástupci
Patří sem přes třicet druhů. Mezi nejznámější patří:
- Křovinář ostnitý (Bothriechis schlegelii)
- Křovinář žararaka (Bothrops jararaca)
- Křovinář běloocasý (Bothriechis lateralis)
- Křovinář sametový (Bothrops atrox)
- Křovinář aksamitový (Bothrops asper)
- Křovinář němý (Lachesis muta)
- Křovinář ostrovní (Bothrops insularis)